# Micromoteur
Micromoteur is een Frans historisch merk van Clip-on motoren. 
De bedrijfsnaam was Labinal SA, gevestigd in Saint-Ouen (Parijs). Labinal, opgericht in 1921, was een leverancier van elektrische componenten voor de auto-industrie. In 2025 bestond het bedrijf nog steeds, als producent van bekabelingen voor vliegtuigen als dochteronderneming van Safran Electrical & Power. 
In 1922 presenteerde het bedrijf echter een kleine Clip-on motor voor fietsen, die boven het voorwiel van elke willekeurige fiets gemonteerd kon worden. 
Deze constructie was aan het einde van de 19e eeuw populair geweest, tot de gebroeders Werner een betere positie voor de motor vonden, de "Nieuwe Wernermethode", waarbij het blok in de buurt van de trapperas werd gemonteerd. Intussen waren de motorfietsen geëvolueerd en hadden ze intussen speciale frames, koppelingen en versnellingsbakken, maar in de jaren na de Eerste Wereldoorlog ontstond behoefte aan eenvoudige en betaalbare vervoermiddelen. Een kleine motor, gemonteerd op een fiets, was dan ook een populair alternatief geworden. 
Labinal maakte een kleine 63cc-tweetaktmotor met een boring van 46 mm en een slag van 38 mm. Deze motor was niet alleen licht (samen met de lege tank woog hij slechts 7,5 kg), maar ook compact gebouwd. Hij kon in ongeveer een half uur op elke fiets worden gemonteerd, waarbij soms wel het voorste deel van het voorspatbord moest worden afgezaagd. Men gaf een vermogen van ¾ pk bij 3500 tpm op. 
Een interessant kenmerk was het gepatenteerde ontwerp van de frictierol die het voorwiel aandrijft. Dit is bijzonder omdat het een rol heeft die lijkt op een eekhoornkooi. Het patent beschrijft deze eekhoornkooi als volgt: "De uitvinding bestaat uit het laten ingrijpen van een wiel van een fiets door een rol met rollen tussen twee eindschijven. Elke rol beschrijft een epicycloïde ten opzichte van de band en bovendien vindt er tijdens het aangrijpen van de rol geen wrijving van het rubber plaats, omdat de rol vrij om zijn spindel kan draaien. Zo ontstaat een aandrijving zonder glijden of wrijving."
De standaardversie van de Micromoteur kreeg de toevoeging "Tourisme Model A" toen een sterkere versie verscheen, de Micromoteur Competition Model B. Het model A had de 63cc-motor met 7 koelribben, het Model B een 1pk-sterke 70cc-motor met 9 koelribben. De productie eindigde in 1932.

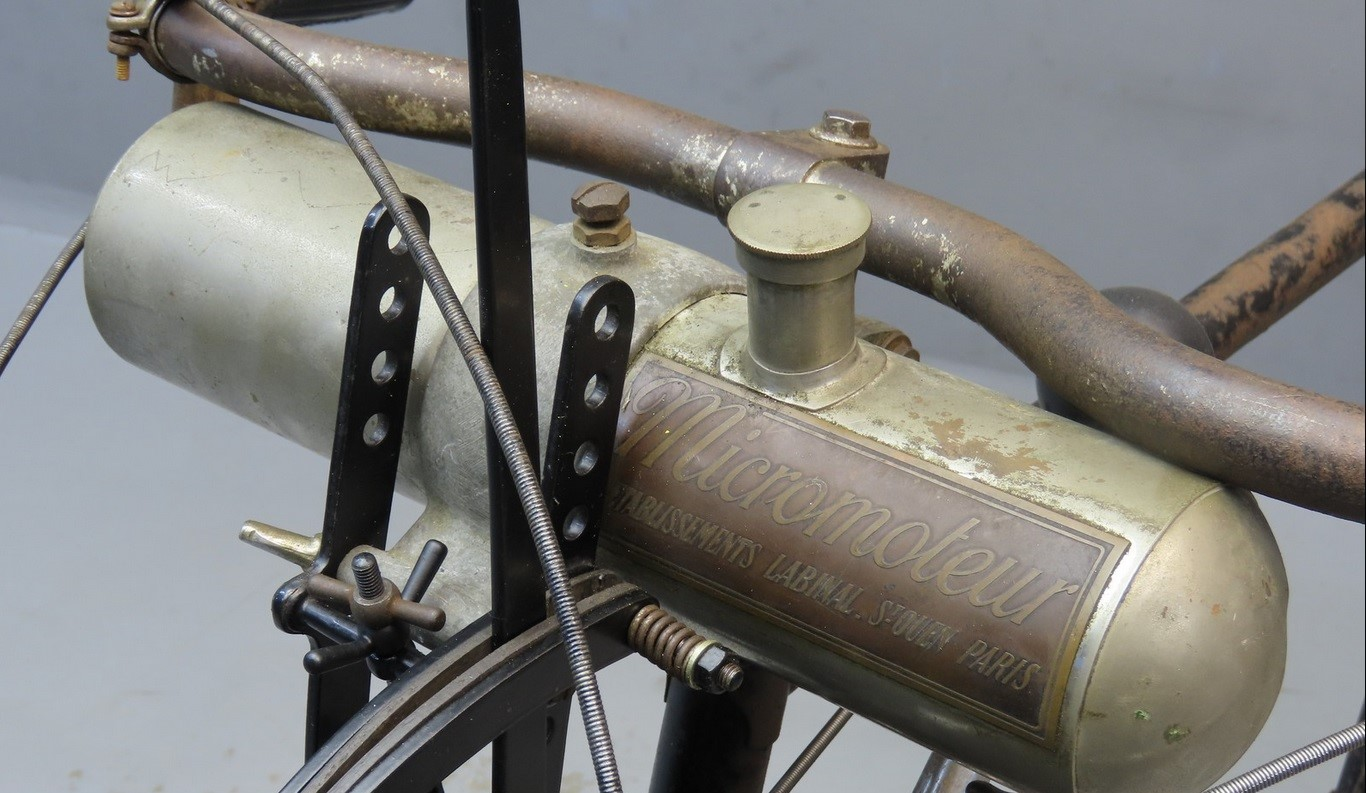
tank
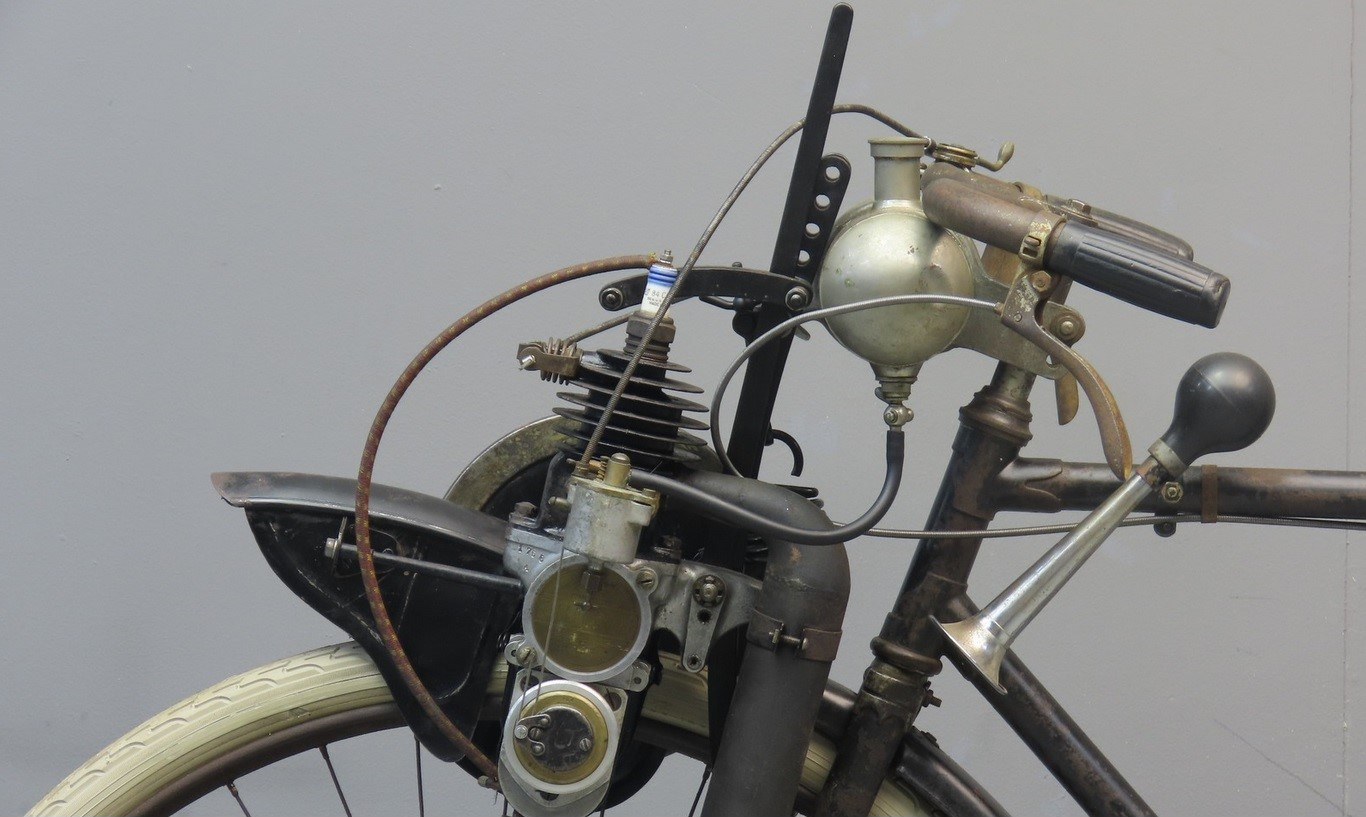
motor, linker kant
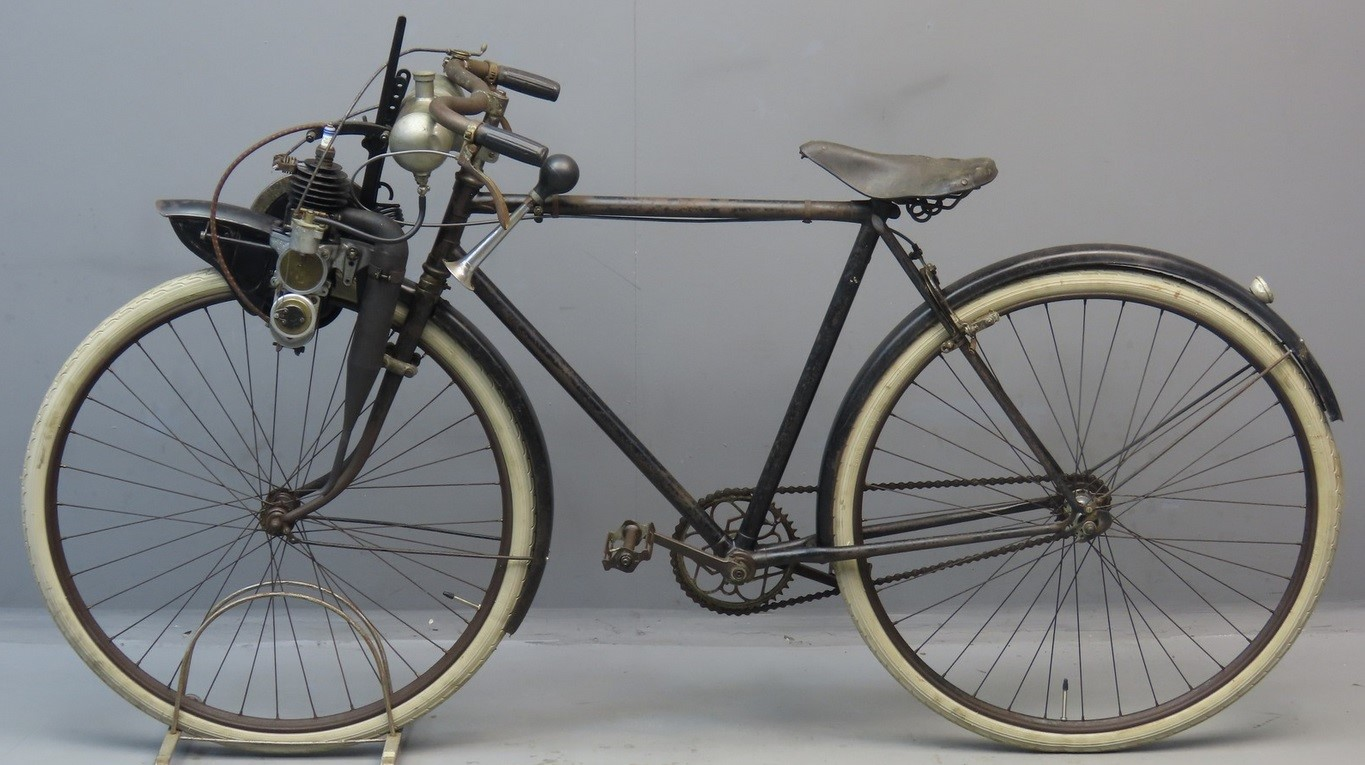
linker kant